# Incidente da Flotilha da Liberdade de Gaza em maio de 2025
Na madrugada de 2 de Maio de 2025, um navio da Flotilha da Liberdade de Gaza, que transportava 16 a 30 activistas internacionais dos direitos humanos e ajuda humanitária destinada à Faixa de Gaza, foi atacado por drones em águas internacionais ao largo da costa de Malta. O incidente ocorreu a cerca de 14-17 milhas náuticas (26-31 km) de Malta, fora das suas águas territoriais. Ainda não há confirmação independente da natureza do incidente. As autoridades maltesas ofereceram assistência, mas insistiram em inspeccionar primeiro o navio. O capitão recusou a oferta.

## Contexto

### Bloqueio da Faixa de Gaza
A partir de 9 de Outubro de 2023, Israel impôs um bloqueio total a Gaza na sequência do ataque do Hamas, cortando inicialmente a entrada de alimentos, água, medicamentos, o combustível e eletricidade, antes de aliviar parcialmente as restrições com a entrada de ajuda limitada a partir de 21 de Outubro de 2023. Apesar de algum acesso humanitário, Israel continuou a impor restrições severas, bloqueando 56% da ajuda ao norte de Gaza em Janeiro de 2024, e impedindo a entrega de alimentos a 1,1 milhões de palestinianos em Fevereiro de 2024. A partir de 2 de Março de 2025, bloqueou completamente a entrada de todos os fornecimentos em Gaza, assinalando o mais longo encerramento total da história do bloqueio. O bloqueio criou condições de fome iminente, exacerbadas pelos ataques aéreos contra as infra-estruturas alimentares, tendo as organizações de ajuda humanitária relatado mercados vazios e crianças subnutridas. Israel condicionou o levantamento do bloqueio ao regresso dos reféns feitos pelo Hamas, uma posição criticada como punição colectiva e um potencial crime de guerra que agravou significativamente a crise humanitária em Gaza.

### Coligação da Flotilha da Liberdade
O navio, identificado como Conscience e registado sob a bandeira de Palau, transportava ajuda humanitária e activistas no âmbito de uma missão de protesto contra o bloqueio israelita à Faixa de Gaza através de uma acção direta não violenta.
O bloqueio tem sido um ponto de controvérsia internacional e já viu missões de flotilhas semelhantes serem interceptadas no passado, incluindo o ataque mortal à flotilha de Gaza do MV Mavi Marmara em 2010. A ativista climática Greta Thunberg, a ex-coronel do exército americano Ann Wright e 40 outros activistas tinham planeado embarcar no navio em Malta, Palau retirou a bandeira ao Conscience antes do ataque e as autoridades de Malta, da Grécia e da Turquia ameaçaram confiscar o navio se este chegasse ao porto.

### O Conscience
O navio utilizado pela flotilha foi o Conscience (IMO: 7211440), anteriormente conhecido como The Majestic. De acordo com o Nordic Monitor, o navio é propriedade da organização não governamental turca Foundation for Human Rights and Freedoms and Humanitarian Relief (İHH). A İHH foi descrita por algumas fontes como tendo laços estreitos com instituições estatais turcas e é designada como uma organização terrorista por Israel.

## Incidente
O navio tinha partido de Bizerte, na Tunísia, em 29 de Abril, ancorando a leste de Malta ao meio-dia de 1 de Maio. O navio dirigia-se a Malta para recolher mais ajuda e recolher 44 passageiros. Segundo os relatos, enquanto ainda estava ancorado, o navio foi atingido pouco depois da meia-noite, hora local, de 2 de Maio, por aquilo que foi descrito como mísseis lançados por dois drones. Os projécteis pareciam ter como alvo os geradores do navio. Na altura em que as comunicações foram perdidas, os drones ainda estavam alegadamente a sobrevoar o navio. O incidente terá ocorrido a 17 milhas náuticas (31 km; 20 mi)[b] da costa de Malta, fora das águas territoriais de Malta. Embora os relatórios indiquem um incêndio e uma rutura do casco, a extensão total dos danos ainda não foi verificada de forma independente.
A Freedom Flotilla Coalition informou que o navio foi atingido duas vezes por drones por volta das 00:23 (CEST), tendo ambos os ataques visado os geradores da embarcação na parte da frente do navio. Os ataques provocaram um incêndio e uma brecha no casco, colocando o navio em risco iminente de se afundar. Vídeos publicados pela coligação nas redes sociais mostram alegadamente chamas e fumo a bordo do navio, e imagens separadas captaram o som de duas explosões, embora estes vídeos não tenham sido verificados de forma independente. O navio, identificado como Conscience e registado sob o pavilhão de Palau, transportava bens humanitários e activistas no âmbito de uma missão destinada a desafiar o bloqueio israelita à Faixa de Gaza através de acções diretas não violentas. O exército israelita afirmou que estava a investigar os relatos do ataque que ocorreu a 1.900 km de Israel.

### Cronologia

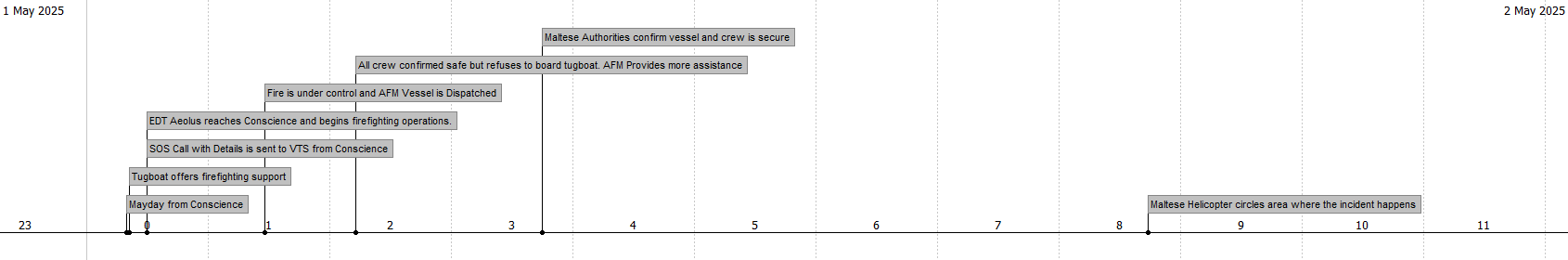
Esta cronologia visualiza os principais acontecimentos e as respostas de emergência na sequência do ataque por drones ao navio Conscience, da Flotilha da Liberdade de Gaza, em águas internacionais ao largo de Malta.

## Atribuição
A Coligação para a Flotilha da Liberdade atribuiu a responsabilidade pelo ataque com drones a Israel, sem apresentar provas. No dia 1 de maio, um avião C-130 Hercules da Força Aérea israelita foi localizado a partir de Israel e a voar em direção a Malta, de acordo com os dados de seguimento de voo do ADS-B Exchange. Embora o avião não tenha aterrado no Aeroporto Internacional de Malta, manteve-se a baixa altitude - abaixo dos 1.500 m (5.000 pés) - enquanto voava perto do leste de Malta durante um longo período. Discute-se se a aeronave violou ou não o espaço aéreo maltês. A presença da aeronave ocorreu várias horas antes do incidente. O C-130 regressou posteriormente a Israel cerca de sete horas após a sua partida.

## Consequências

### Resposta imediata
Após o ataque, o navio emitiu um sinal de socorro. No entanto, alguém se terá feito passar pela tripulação no mesmo canal, dizendo que já não era necessária ajuda. Apesar disso, Chipre respondeu enviando um barco de socorro e as Forças Armadas de Malta (AFM) enviaram um barco de patrulha para ajudar a extinguir o incêndio e, potencialmente, resgatar as pessoas a bordo. O barco cipriota não terá fornecido o apoio elétrico necessário (de acordo com a Freedom Flotilla, o ataque desactivou a capacidade de geração do navio).
Após o início das operações de combate a incêndios à 01:28 (CEST) de 2 de maio, foi enviado um navio da AFM. Às 02:13, foi confirmada a segurança de toda a tripulação, mas esta recusou-se a embarcar no rebocador.
O navio sofreu uma rutura no casco e corria o risco de se afundar. Às 03:45, o Governo maltês informou que o navio também estava seguro. Houve relatos contraditórios sobre o número de pessoas a bordo; enquanto o Governo maltês informou que havia 16 pessoas a bordo (12 tripulantes e 4 civis), a Gaza Freedom Flotilla disse que havia 15 tripulantes e 15 civis.

### Reacções
A eurodeputada Ana Miranda Paz condenou o recente ataque e atribuiu a culpa a Israel. Em comunicado, o partido político maltês AD+PD manifestou a sua solidariedade e indignação face ao que, segundo o partido, parece ser “um ataque terrorista de Israel”. Greta Thunberg caracterizou o incidente como um exemplo de desrespeito pelo direito internacional e pelos direitos humanos. Manifestou preocupação com a segurança das pessoas a bordo do navio e registou a proximidade do alegado ataque a um Estado-Membro da União Europeia. Activistas sediados em Malta informaram que há vários dias que tentavam embarcar no navio, mas não tinham obtido autorização das autoridades locais.
Em resposta ao voo do C-130 israelita, uma fonte militar anónima maltesa foi citada pelo Times of Malta dizendo: "O que aconteceu é muito grave. Israel parece ter sobrevoado um avião militar não autorizado sobre Malta, um Estado (da União Europeia) violando a nossa neutralidade. Isto é muito grave".
As autoridades maltesas negaram publicamente qualquer violação do seu espaço aéreo. Depois de a tripulação ter apelado ao Governo maltês para que lhes permitisse entrar nas águas territoriais maltesas na tarde de 3 de maio, 3-4 milhas (4,8-6,4 km) para o interior, o seu pedido foi rejeitado. As ONG maltesas apelaram a uma manifestação pública para exigir que o Governo concedesse uma entrada de emergência, que foi cancelada depois de se ter observado uma evolução positiva no que respeita ao navio Conscience. O Governo declarou que a tripulação e as pessoas foram novamente objeto de uma oferta de salvamento em 3 de maio, que foi novamente recusada.
O Primeiro-Ministro de Malta, Robert Abela, ofereceu assistência na condição de as autoridades serem autorizadas a inspecionar o navio e a carga, mas o capitão recusou a oferta.
A Freedom Flotilla Coalition afirmou que "o bombardeamento de um navio civil em território europeu, sem condenação internacional ou inquérito sério, sublinha um padrão mais vasto: A escalada de violência de Israel contra civis é recebida com o silêncio e a cumplicidade da comunidade internacional".

### A próxima missão
A Freedom Flotilla Coalition afirmou que iria utilizar outro barco, chamado Madleen, para continuar a sua missão de entregar ajuda a Gaza. Esperava “desafiar o bloqueio criminoso de Israel e ajudar a estabelecer um corredor marítimo para Gaza que não seja controlado pelo ocupante israelita”.

## Nota
- Este artigo é uma tradução do artigo 2025 Gaza Freedom Flotilla incident, da wikipedia anglófona.